# Pedra do Anta
Pedra do Anta är en kommun i Brasilien.   Den ligger i delstaten Minas Gerais, i den sydöstra delen av landet, 800 km sydost om huvudstaden Brasília. Antalet invånare är 3 365.
Omgivningarna runt Pedra do Anta är huvudsakligen savann. Runt Pedra do Anta är det ganska glesbefolkat, med 25 invånare per kvadratkilometer.